# Sallingsyssel
Sallingsyssel var et syssel, der i middelalderen bestod af syv herreder: Det var øen Morsø i Limfjorden
- Morsø Nørre Herred og
- Morsø Sønder Herred

De fire herreder på halvøen Salling:
- Harre Herred,
- Nørre Herred,
- Rødding Herred
- Hindborg Herred.

Desuden hørte Fjends Herred mellem Skive og Viborg med til sysselet. 
Tingstedet var formodentligt Vium Tinghøj på Bostrup Hede mellem Vium Tinggård og Lyby Kirke. Der er udstedt et sysselstingsvidne i Lyby Kirke den 2. februar 1375. Ved sammenlægningen i 1688 af de fire herreder i det egentlige Salling blev Vium Tinghøj igen tingsted og galgebakke. Senere blev Skive tingsted for de fire herreder i Salling.